# Fuchs in Tschams

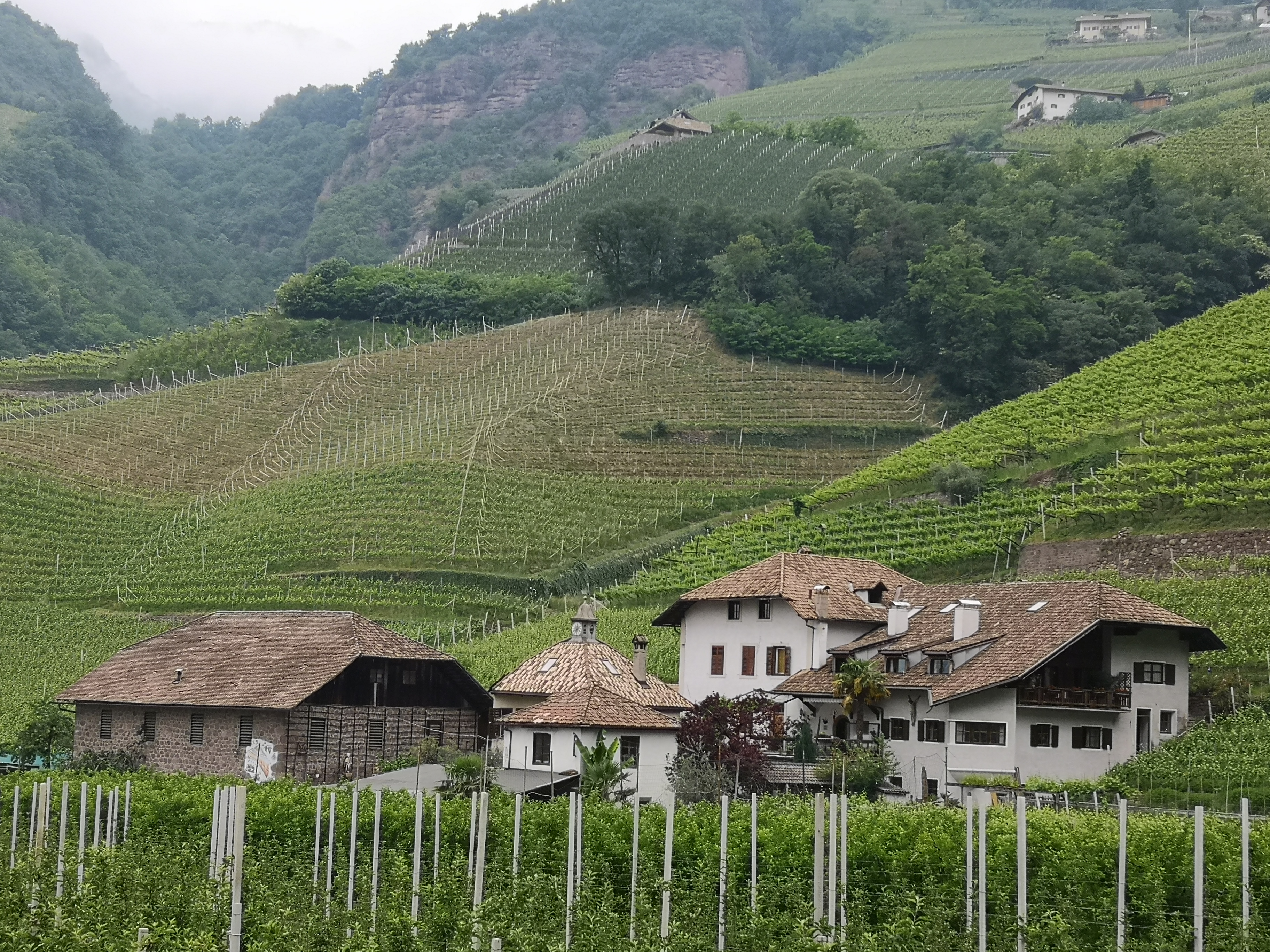
Die Hofgruppe Fuchs in Tschams in Gries-Bozen von Osten, umgeben von Weingärten

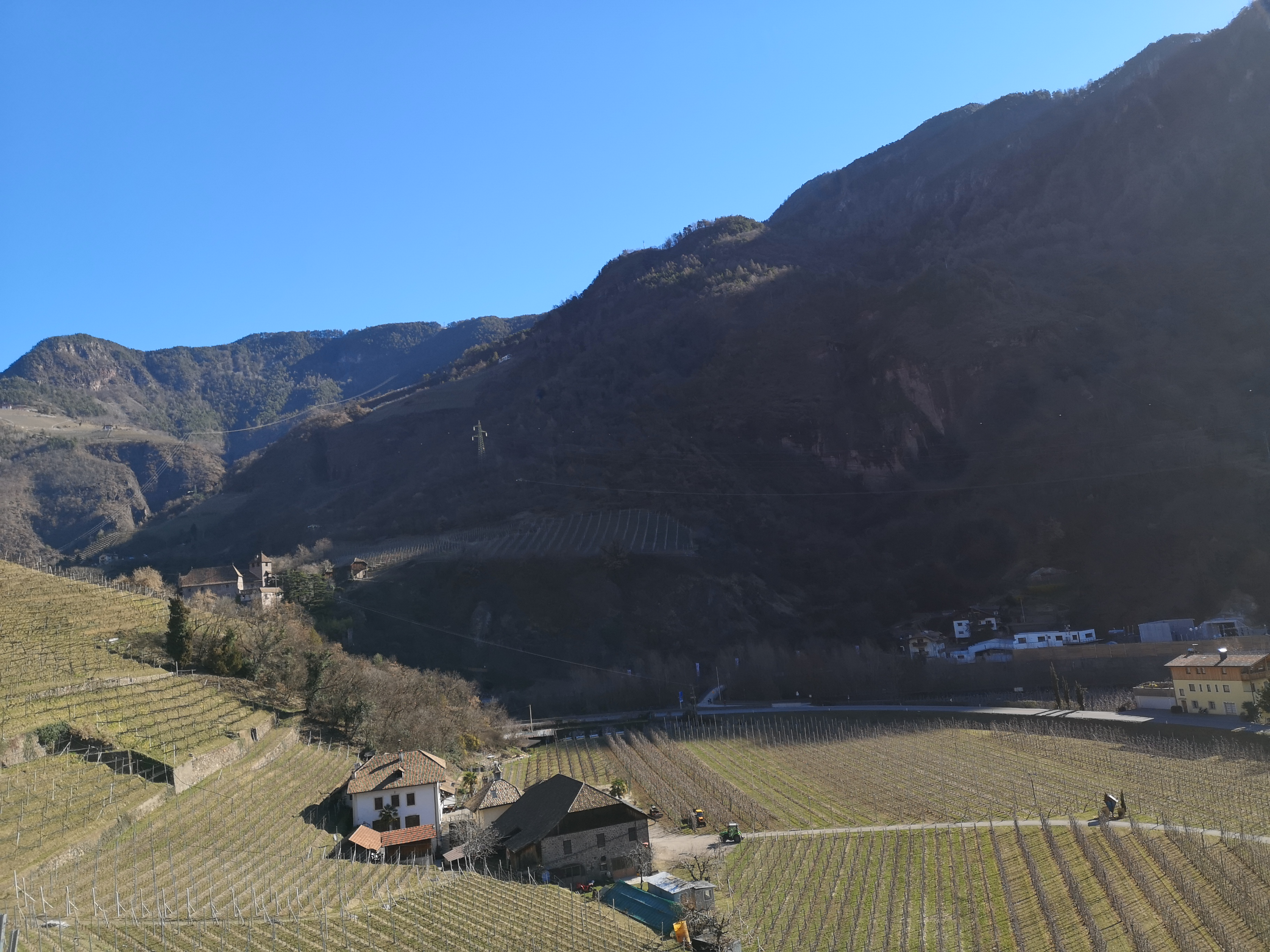
Die Hofgruppe von halber Höhe vor Schloss Runkelstein und dem Rittner Berg

Der Fuchs in Tschams (auch: Fuchs im Loch) ist ein historisch bedeutsames, landwirtschaftliches Gehöft im Ortsteil Sand von Gries-Quirein, einem Stadtteil von Bozen in Südtirol.
Die im nördlichen Grieser Talboden unterhalb von St. Jakob am Sand und der Burg Rafenstein gelegene Hofstelle ist im Register des Bozner Notars Jakob Haas von 1237 mit „Leutoldus de Çoumes“ (Leutold von Tschams) ersturkundlich genannt. 1387 ist mit „Hainrich Fuchs von Schämes“ erstmals der spätere Hofname Fuchs bezeugt. Im 14. und 15. Jahrhundert sind die Bauleite zu „Schaums“ bzw. „Tschæms“ dem oberbayerischen Prämonstratenserstift Schäftlarn grundzinspflichtig. 1420 wird der Hof im Urbar des Bozner Heiliggeistspitals, an das er Abgaben leistete, als „Wiser in Santt“ angeführt. 1422 zinst „der Fuxchs von Schems“ auch an die Grieser Marienpfarrkirche. In einer Verordnung des Landgerichts Gries-Bozen von 1487 wird „Andre Fuchs zu Tscháms“ als einer der Vertreter der Grieser Dorfgemeinschaft zum landesfürstlichen Steuereinheber „im Sand“ bestellt.
Im Theresianischen Grundsteuerkataster von 1777 bis 1780 wird der Umfang des Fuchshofes mit 30 Graber Leiten, 4 Graber Öde vormals Leite und 3 Tagmahd Wiese veranschlagt.
Heute ist der Fuchs in Tschams (Fuchs im Loch), bestehend aus Futter- und Feuerhaus und weiteren Nebengebäuden, ein Weinhof mit eigener Kellerei.
In der Nähe des Fuchshofs besteht seit dem späten 19. Jahrhundert in der Fuchswiese ein Tiefbrunnen, der Teil des städtischen Wasserversorgungsnetzes von Bozen ist.